# Les Briseurs de barrages
Pour plus de détails, voir Fiche technique et Distribution.
Les Briseurs de barrages (The Dam Busters) est un film britannique réalisé par Michael Anderson, sorti en 1955 d'après le livre éponyme de Paul Brickhill publié en 1954. Ce film relate des faits ayant réellement eu lieu (l'opération Chastise).

## Synopsis
En pleine Seconde Guerre mondiale, la Royal Air Force décide de faire sauter trois barrages ennemis sur la Ruhr à l'aide de bombes spéciales mais le raid est incroyablement dangereux pour de nombreuses raisons.

## Fiche technique
- Titre : Les Briseurs de barrages
- Titre original : The Dam Buster
- Réalisation : Michael Anderson
- Scénario : R.C. Sherriff, d’après les livres Dam Busters de Paul Brickhill et Enemy Coast Ahead de Guy Gibson
- Photographie : Erwin Hillier
- Effets spéciaux : Gilbert Taylor
- Musique : Eric Coates et Leighton Lucas
- Direction musicale : Louis Levy
- Maquillage : Stuart Freeborn
- Société de production : Associated British Picture Corporation
- Sociétés de distribution : Associated British-Pathé  Royaume-Uni - Warner Bros.  États-Unis
- Pays de production : Royaume-Uni
- Langue : anglais
- Format : Noir et Blanc - 1,37:1- 35 mm - Mono (RCA Sound Recording)
- Genre : Guerre
- Durée : 124 minutes
- Dates de sortie : 
  - Royaume-Uni : 16 mai 1955
  - États-Unis : 16 juillet 1955
  - Belgique : 23 septembre 1955
  - France : 7 mars 1956

## Distribution
- Richard Todd (VF : Marc Cassot) : le lieutenant-colonel Guy Gibson
- Michael Redgrave (VF : Marc Valbel) : Barnes Wallis
- Ursula Jeans : Mme Wallis
- Charles Carson (VF : Raymond Rognoni) : le médecin
- Stanley Van Beers (VF : Abel Jacquin) : Sir David Pye
- Colin Tapley : W.H. Glanville
- Frederick Leister (VF : Henry Darbrey) : un membre de la Commission
- Eric Messiter : un membre de la Commission
- Laidman Browne : un membre de la Commission
- Raymond Huntley (VF : Jacques Mancier) : un représentant du National Physical Laboratory
- Hugh Manning : un représentant du Ministère de la production aéronautique
- Derek Farr (VF : Michel Gudin) : le colonel John Whitworth
- Basil Sydney (VF : Pierre Morin) : le général Arthur Travers Harris
- Patrick Barr (VF : Jean-Claude Michel) : le colonel Joseph Summers
- Laurence Naismith : le fermier
- John Fraser : le lieutenant Hopgood
- Nigel Stock : le lieutenant Spafford
- Richard Leech : le commandant Dinghy Young
- Bill Kerr (VF : Bernard Noël) : le lieutenant Harold Brownlow Martin
- George Baker : le lieutenant David Maltby
- Robert Shaw (VF : Jean-Claude Michel) : le sergent J. Pulford
- Ewen Solon : le sergent G. E. Powell
- Harold Goodwin : l'ordonnance de Gibson
- Gerald Harper : l'officier chambreur de la RAF (non crédité)
- Patrick McGoohan (VF : Jean-Claude Michel) : le garde à la porte (non crédité)

## Analyse
Point de vue historique
Ce film relate le raid des bombardiers de la RAF sur les barrages allemands de la Ruhr qui eut lieu exactement douze ans avant le tournage. 

Ce film se compose de deux parties bien distinctes : 

La première traite de la conception et des essais d’une bombe spéciale inventée par le Dr Barnes Wallis.

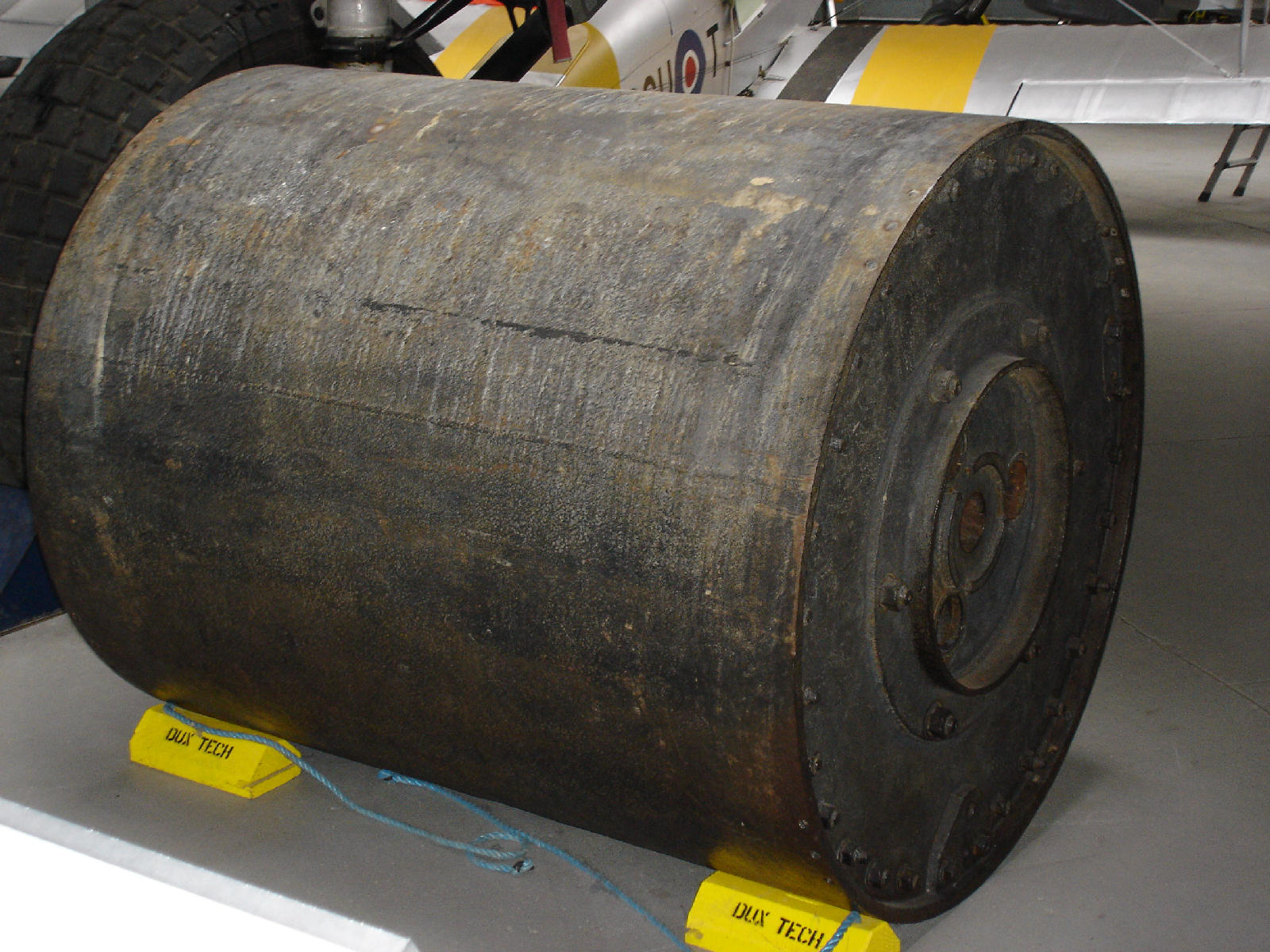
Un exemplaire original d'une bombe Upkeep visible à l'Imperial War Museum de Duxford

Cette bombe appelée Upkeep ricochait sur l’eau et coulait juste à l’aplomb du mur intérieur du barrage. Elle était encore couverte par le secret-défense en 1954 (il ne fut levé qu’en 1963) et la maquette utilisée pour le film est très différente de la vraie bombe qui était un simple cylindre d’acier chargé de plus de trois tonnes de Torpex. 
La bombe du film est pratiquement sphérique, plus grosse et dépasse largement de la soute à bombe des avions. Les bombes réelles que l’on voit lancées au début du film par un Wellington, puis par un Mosquito, sont des prototypes de bombes ricochantes sphériques anti-navires appelées « Highball ». Dans cette partie, on assiste également à l’entraînement des bombardiers au vol rasant, ce qui nous permet de voir des scènes aériennes impressionnantes avec des quadrimoteurs manœuvrés comme des chasseurs, uniquement à la force des bras, et parfois à seulement une dizaine de mètres au-dessus de l’eau.
Pour calculer exactement la hauteur de largage, l'un des protagonistes s'inspire du croisement de projecteurs lors d'une représentation théâtrale pour en monter deux sous les avions afin, par un simple calcul géométrique, d'obtenir une mesure exacte de la distance soute-surface. En fait le procédé consistait à projeter sur la surface de l'eau deux halos de lumière venant de projecteurs fixés sous les ailes de l'avion, le principe était que les faisceaux lumineux des projecteurs se croisaient à une certaine distance sous l'avion. Voir : Opération Chastise#Plan britannique.
À noter que dans le film, les mitrailleuses des Lancaster utilisées sont de 12,7 mm (calibre .50) alors que ces bombardiers étaient normalement armés de mitrailleuses de calibre 7,7 mm seulement.
Le raid lui–même constitue la seconde partie du film, la plus courte. 
En 1943, dix-neuf avions en trois vagues appartenant au 617 Squadron (code AJ en 1943) décollèrent de la base de Scampton pour aller attaquer six barrages allemands. 
Le film ne montre que l’attaque sur les barrages de la Möhne et de l’Eder, mais pas sur les autres qui restèrent intacts ! 
Contrairement au barrage de la Möhne, celui de l’Eder n’alimentait pas le réseau de la Ruhr et sa destruction n’eut aucun impact sur la production industrielle. 1 294 personnes ont été tuées, 749 d'entre elles se trouvaient être des prisonniers de guerre français et ukrainiens qui étaient stationnés dans un camp juste au-dessous du barrage de l'Eder. Tout cela au prix de huit avions et 56 hommes qui ne revinrent pas.

## Autour du film
- Dans le film "Pink Floyd The Wall" d'Alan Parker (1982), on voit plusieurs fois le personnage principal, Pink, regarder ce film à la TV, dans sa chambre d'hôtel.
- La première eut lieu le 16 mai 1955 à Londres, soit 12 ans moins un jour après le raid, en présence de la Princesse Margaret.